# ディクソンの挨拶
『ディクソンの挨拶』（ディクソンのあいさつ、Dickson Greeting) は、1891年に制作されたアメリカ合衆国の短編サイレント映画。トーマス・エジソンの下で、映画の技術開発にあたっていた、ウィリアム・K・L・ディクソンが監督、プロデュース、出演したこの作品は、キネトスコープのプロトタイプにあたる水平方向にコマ送りするパーフォレーションが施された3/4インチのフィルムを用いたもので、エジソンはこの作品を、1891年5月20日にニュージャージー州ウェストオレンジのエジソン研究所において、訪問してきた女性クラブ連盟のメンバーたちに公開した。
当時の報道では、公開された動画が「頭を下げ、微笑み、手を振って帽子を取る... (It bowed and smiled and waved its hands and took off its hat...)」などと報じられた。そうした映像が存在したことを示唆する断片的な画像も伝えられているが、現在残されている映像は、体の前で片手に帽子を持ったディクソンが、両手で持つように動作する3秒ほどの短い動画をループさせたものである。